# أنتوني ناش
أنتوني نـاش (بالإنجليزية: Anthony Nash)‏ هو لاعب قذف أيرلندي، ولد في 12 أكتوبر 1984 في Kanturk ‏ في جمهورية أيرلندا.